# نظرية المعلومات المتكاملة

فاي؛ الرمز المستخدم للمعلومات المتكاملة

تقدم نظرية المعلومات المتكاملة (بالإنجليزية: Integrated Information Theory)‏ نموذجًا رياضيًا لفهم وعي الأنظمة. وتهدف هذه النظرية إلى تفسير الأسباب التي تجعل بعض الأنظمة الفيزيائية تمتلك وعيًا. (مثل أدمغة البشر)، والقدرة على تقديم استنتاج ملموس حول ما إذا كان أي نظام فيزيائي واعيًا، وإلى أي درجة، وما هي الخبرة الخاصة التي يمتلكها؛ لماذا يشعرون بالطريقة الخاصة التي يشعرون بها في حالات معينة (على سبيل المثال لماذا يبدو مجال رؤيتنا ممتدًا عندما نحدق في السماء ليلاً)، وما الذي قد يتطلبه الأمر حتى تصبح الأنظمة الفيزيائية الأخرى واعية (هل الحيوانات الأخرى واعية؟ هل يمكن أن يكون الكون بأكمله واعيًا؟).
ووفقًا لهذه النظرية، يُفترض أن وعي النظام (ما يبدو عليه ذاتيًا) يتطابق مع خصائصه السببية (ما يظهر عليه موضوعيًا). لذلك، ينبغي أن يكون من الممكن تفسير التجربة الواعية لنظام مادي من خلال الكشف عن قواه السببية الكاملة.
اقترح عالم الأعصاب جوليو تونوني هذه النظرية في عام 2004. وعلى الرغم من الاهتمام الكبير بها، تظل النظرية مثيرة للجدل وتواجه انتقادات واسعة، من بينها اتهامها بأنها علم زائف قابل للدحض.

## نظرة عامة

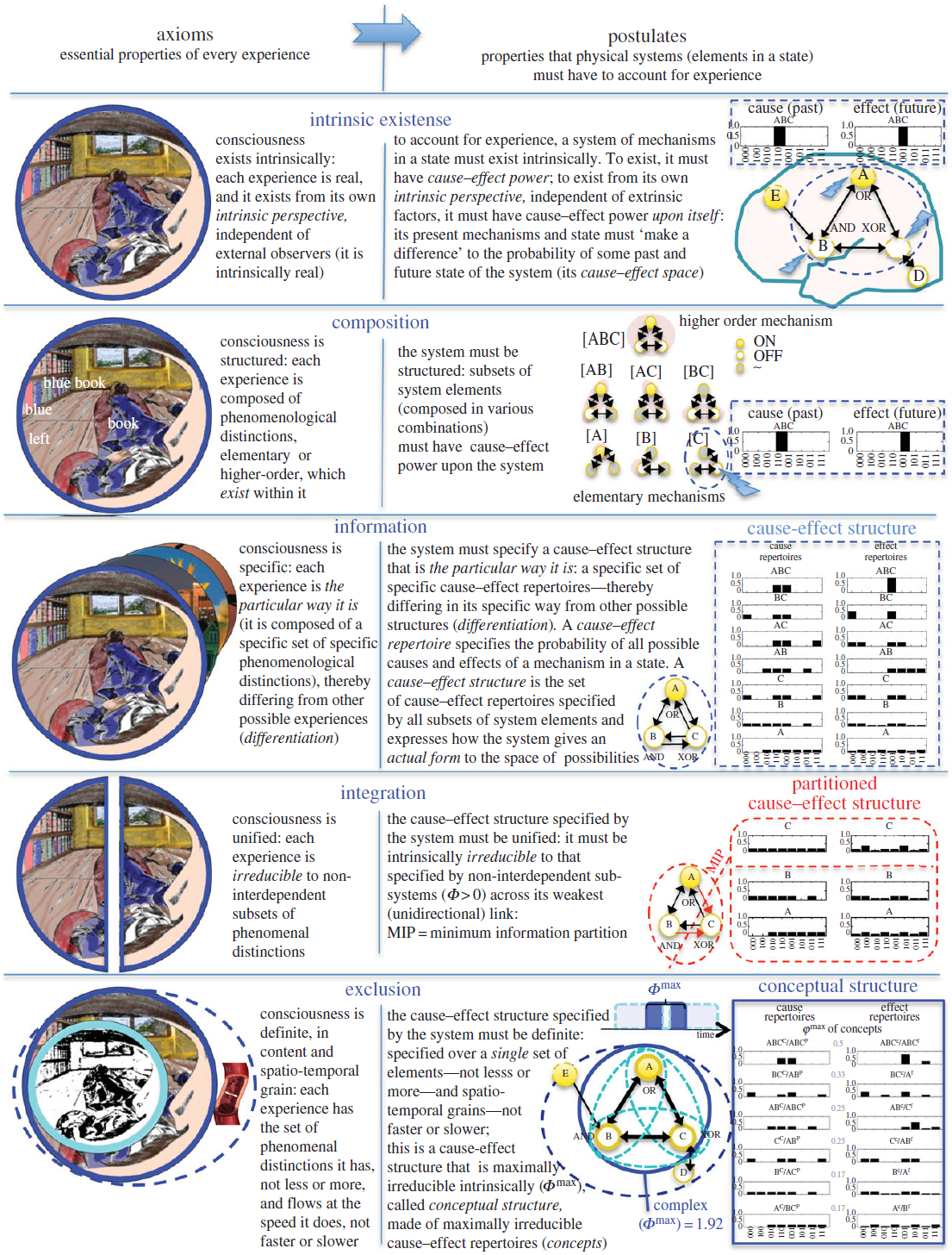
وصف تفصيلي لمسلمات نظرية المعلومات المتكاملة ومبادئها، كتبها جوليو تونوني وكريستوف كوخ.

### العلاقة مع معضلة الوعي الصعبة
يجادل ديفيد تشالمرز بأن أي محاولة لشرح الوعي من منظور مادي بحت (أي البدء بقوانين الفيزياء كما هي مُصاغة حاليًا واستنتاج وجود الوعي بشكل ضروري وحتمي) تواجه في النهاية ما يُعرف معضلة الوعي. وهنا، بدلاً من محاولة البدء بالمبادئ الفيزيائية للوصول إلى الوعي، تعتمد نظرية المعلومات المتكاملة على "البدء بالوعي" (أي قبول وجود وعينا بوصفه حقيقة مؤكدة) والاستدلال عن الخصائص التي يجب أن تمتلكها الركيزة الفيزيائية المفترضة لتفسير ذلك.
تعتمد قدرة هذه النظرية على الانتقال من الظواهر (الوعي) إلى الآلية الفيزيائية على افتراض نظرية المعلومات المتكاملةأن النظام الفيزيائي الذي يفسر تجربة واعية بشكل كامل يجب أن تتوافق خصائصه مع خصائص تلك التجربة الواعية، بحيث تكون خصائص التجربة الواعية هي التي تفرض قيودًا على خصائص النظام الفيزيائي. والقيود المفروضة على النظام الفيزيائي لوجود الوعي غير معروفة، وقد يكون الوعي موجودًا على طيف من الدرجات، كما تشير الدراسات التي تتناول مرضى الدماغ المنشطر  والمرضى الواعين الذين يفتقدون كميات كبيرة من المادة الدماغية.
تنتقل نظرية تكامل المعلومات تحديدًا من الظواهر إلى الآلية من خلال محاولة تحديد الخصائص الأساسية للتجربة الواعية (المعروفة باسم "المسلمات")، ومن ثم تحديد الخصائص الأساسية للأنظمة الفيزيائية الواعية (المعروفة باسم "المبادئ").

### أسس النظرية
وصف توماس ناغل التعقيد المتعلق بمعضلة العقل والجسد بالتالي: هل يمكن لجسم معين أن يشعر بشيء، وإذا كان الأمر كذلك، ما هي العلاقة بين هذا الشعور والإدراك من منظور مراقب خارجي؟. تشير نظرية المعلومات المتكاملة إلى أن الوعي خاصية مميزة لأي كيان قادر على تغيير حالته والتفاعل مع محيطه.
تقدم نظرية المعلومات المتكاملة قوانين فيزيائية ورياضية لتحديد ماهية الأشياء الحقيقية، من حيث ما إذا كان الكائن المعقد موجودًا بحد ذاته أو يمكن تقليله إلى أجزائه. تعتمد النظرية على فرضيتين ظاهريتين رئيسيتين حول خصائص التجربة الذاتية: أ) تحتوي التجربة على معلومات أو بنية، ب) هذه المعلومات، بدورها، متكاملة بشكل لا يمكن اختزاله، بحيث تعتمد أجزاء التجربة على بعضها البعض، مما يجعل من المستحيل على الذات أن يكون لديها نسختان من التجربة في وقت واحد وبشكل منفصل.
ضمن النظرية، حتى تُوجد كيان جديد على مستوى أعلى من مكوناته، من الضروري أن يؤدي فصل أي من مكوناته إلى تغيير في النظام بأكمله. أي أن الكل أكبر من مجموع أجزائه. يضاف إلى ذلك مبدأ الاستبعاد، الذي يتجنب مشكلة الروحية الشاملة: إذا كان التجريد على مستويات أعلى من الوصف يخلق كيانات غير قابلة للاختزال، فإن الأولوية تُعطى لوجود أكثر الكيانات التي لا يمكن اختزالها. من المفترض أنه كلما كان الدماغ واعيًا، فذلك لأن نظامه العصبي يشكل معلومات متكاملة، تتجاوز ما تشكله المكونات الفردية (العضيات الخلوية والجزيئات).